# اداویسامپور، گادیج
اداویسامپور، گادیج (به انگلیسی: Adavisomapur, Gadag) یک روستا در هند است که در کارناتاکا واقع شده‌است.